# Fathi Missaoui
Fathi Missaoui, auch Fethi Missaoui und Fathi Al-Missaoui (arabisch فتحي الميساوي, DMG Fatḥī al-Mīsāwī; * 8. Januar 1974) ist ein ehemaliger Boxer aus Tunesien. Er gewann 1996 eine olympische Bronzemedaille im Halbweltergewicht und wurde damit der erst dritte olympische Medaillengewinner der tunesischen Sportgeschichte.

## Boxkarriere
Er gewann bereits 1994 die Silbermedaille im Halbweltergewicht bei den 41. Militärweltmeisterschaften in Tunesien. Er unterlag dabei erst im Finale gegen den Deutschen Oktay Urkal. Im Mai 1996 gewann er die afrikanische Olympiaqualifikation mit einem Finalsieg gegen den Olympiasieger Hocine Soltani. Daraufhin nahm er im August 1996 an den 26. Olympischen Spielen in Atlanta teil, wo er eine Bronzemedaille im Halbweltergewicht erkämpfte. Er besiegte dabei Lee Trautsch aus Australien (25:9), Francis Barrett aus Irland (18:6) und Mohamed Allalou aus Algerien (16:15), ehe er erst im Halbfinale erneut gegen Oktay Urkal (6:20) unterlag und somit Platz 3 erreichte.
Im Februar 1997 gewann er das Strandja-Turnier in Bulgarien, u. a. mit einem Sieg gegen den Weltmeister und Olympiasieger Oleg Saitow. Im September 1997 konnte er zudem die 3. Spiele der Frankophonie in Madagaskar mit einem Finalsieg gegen Malik Cherchari für sich entscheiden.
1998 wurde er in Kanada Profi und gewann jeden seiner zwölf Kämpfe, davon sieben durch Knockout. Am 3. November 2000 gewann er die Nordamerikanische Meisterschaft der WBO im Halbmittelgewicht. Er bezwang dabei den Rechtsausleger Andrew Murray, ehemaliger WM-Herausforderer der WBA, einstimmig nach Punkten. Nach einem weiteren Punktesieg im Oktober 2001 gegen Johnny Rivera aus Puerto Rico, musste er aufgrund einer Augenverletzung vom aktiven Boxsport zurücktreten.